# Stay (песня Pink Floyd)
«Stay» (с англ. — «Останься») — песня группы Pink Floyd с альбома 1972-го года Obscured by Clouds — саундтрека к французскому фильму «Долина» (La Vallée). Представлена на второй стороне LP третьим по счёту треком (девятым треком всего альбома). Слова и музыка к песне написаны Ричардом Райтом и Роджером Уотерсом. Вокал в «Stay» принадлежит одному из авторов, Ричарду Райту. Основой песни являются фортепиано Райта и бас Уотерса, сопровождаемые гитарными партиями Дэвида Гилмора, в которых часто используется эффект wah-wah. Лирика песни имеет общие мотивы с лирикой в работе Райта 1970 года на Atom Heart Mother — «Summer ’68». «Stay» была также выпущена на второй стороне сингла «Free Four / Stay» в США в 1972 году.
В фильм «Долина» песня «Stay» не вошла.

## Участники записи
- Ричард Райт — основной вокал, фортепиано
- Дэвид Гилмор — электрогитара с эффектом wah-wah, бэк-вокал
- Роджер Уотерс — бас-гитара;
- Ник Мейсон — ударные;